# Észak-amerikai golgotavirág
Az észak-amerikai golgotavirág, más néven májusialma (Passiflora incarnata) a golgotavirág (Passiflora) nemzetség egyik faja. Gyógynövény és egyben enyhe pszichoaktív szer is.
Nemzetségének a típusfaja.

## Származása, élőhelye
A Karib-tenger szigeteiről származik, de mára szerte a világon termesztik. A párás meleg éghajlatot kedveli.

## Jellemzői
Ágkacsaival kapaszkodó, évelő futónövény. Levelei hármasan tenyeresen összetettek, szélük ép. Nem kifejezetten igényes növény, mégis igényel némi figyelmet. Szobában tartva párásabb és világosabb helyet igényel; virágzás idején célszerű bőségesen öntözni és 2-3 hetente tápoldatozni, virágos növényeknek való tápoldattal. Virága halványlila színű. Tavasszal érdemes visszametszeni és tápdús virágföldbe átültetni; nyáron fokozatos szoktatással szabadba, napos vagy félárnyékos helyre is kitehető. Amennyiben szobanövényként tartjuk, érdemes teleltetni pár hónapig 6-10 °C-on, világos helyen, mérsékelt öntözéssel. A növény azonban az egyik legfagytűrőbb golgotafajta, amely akár a -15 °C-ot is kibírja, ezért a szabadban tartva takarással kint is átteleltethető. Gyümölcse ehető, lédús és édes ízű, formája kerekded, kb 6–8 cm átmérőjű.
Drogja a levele és a szára.

## Hatóanyaga

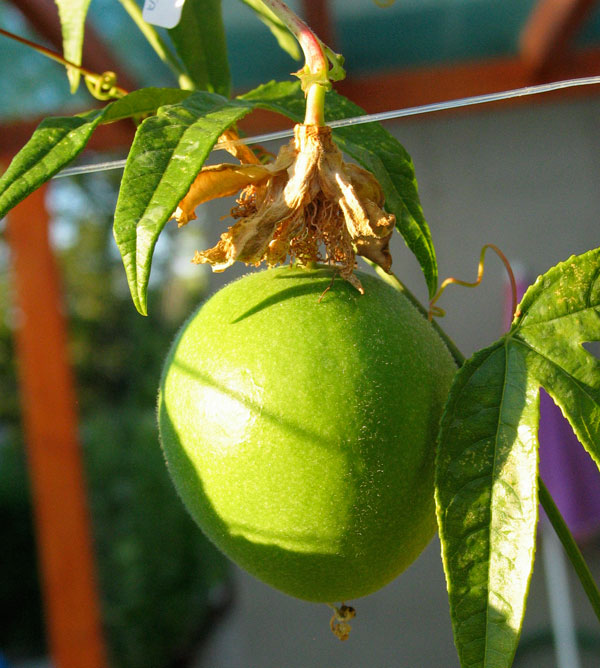
Gyümölcse

Harmin és több, rokon alkaloid – körülbelül 1 g/kg. Számos más, azonosítatlan alkaloidát is tartalmaz. A harmala alkaloidok hallucinogének.
A VIII. Magyar Gyógyszerkönyvben két formája hivatalos, az egyik az aprított vagy szeletelt részekből álló leveles hajtás (Passiflorae herba), melynek összflavonoid-tartalmát vizsgálják.
A másik a hajtásból készült száraz kivonat (Passiflorae herbae extractum siccum).

## Felhasználása
Elszívják (a marihuánához hasonló, de enyhébb tünetekkel), teát (28 g/0,5 l víz) vagy nyers alkaloida-kivonatot készítenek belőle. A kivonatban az azonosítatlan alkaloidok némelyike az erre érzékenyeknek hányingert okozhat. Teája nyugtató hatású; főleg gyermekek alvászavarának megszüntetésére ajánlott. Más nyugtató hatású gyógynövényekkel (citromfű, macskagyökér, komló, közönséges orbáncfű) előnyösen keverhető.
Fájdalomcsillapító hatása miatt kedvelik. Külsőleg égési sérülésekre, bőrgyulladás csökkentésére és a fájdalom csillapítására használják. A növény föld feletti része flavonoidot tartalmaz, ezért a nyugtató hatás. Napi 4-8 g szárított növény fogyasztása javasolt. Egy csésze teához kb. 2,5 grammját forrázzuk le, és áztassuk 15 percig. Naponta 3-szor fogyaszthatjuk. Terheseknek és szoptató anyáknak ellenjavallt.